# サミ・キャラハン
サミ・キャラハン（Sami Callihan、1987年9月1日 - ）は、アメリカ合衆国のプロレスラー。
本名、サム・ジョンストン（Sam Johnston）。オハイオ州ベルファウンテン出身。
妻は女子プロレスラーのジェシカ・ハヴォック。

## 来歴

### インディー団体
2006年、HWA（Heartland Wrestling Association）に入団してトレーニングを開始し、3月9日にBPW（Buckeye Pro Wrestling）の10人制イリミネーションタッグマッチにてプロレスラーデビューを果たす。デビュー間もないながらもジョン・モクスリー、ディック・リック、ペッパー・パークスで結成されたユニットであるザ・クルーにメンバー入り。同年にはIPW（Insanity Pro Wrestling）にてシングルで活動。
2008年6月14日、CZWのイベントであるSummer Schoolに出場したことをきっかけに定期参戦するようになり、9月13日のクリス・キャッシュ・メモリアルショーではバトルロイヤルで優勝を飾る。11月12日、ROHにてフォーコーナー・サバイバルマッチで潮崎豪、レット・タイタス、グリズリー・レッドウッドと対戦。12月5日、IWAミッドサウスで行われたワンデイ・トーナメント、レヴォリューション・ストロングスタイル・トーナメントに出場し、決勝でロデリック・ストロングに敗戦し、準優勝。翌日の6日にはタッグチームのワンデイ・トーナメントによるでマイケル・エルガンとグリッツ・N・グラヴィー（Grits N Gravy）なるタッグを結成するが、こちらでも準優勝で終わった。
2009年、トップファイターへと成長したことにより各団体の主力レスラーとの対戦が多くなるようになり、CZWにて2月14日にブレイン・ダメージからCZWアイアンマン王座を奪取し、4月11日にはモクスリーとスイッチブレード・コンスピラシー（Switchblade Conspiracy）なるタッグを結成し、10月3日にwXwでwXw世界タッグ王座を奪取。10月25日、CZWにてダニー・ハボックからCZWウルトラバイオレントアンダーグラウンド王座を奪取した。
2010年よりCZWにてヘビー級へと転向し、CZW世界ヘビー級王座獲得に向けて挑戦するも失敗することが続き、4月10日には相棒であるモクスリーに挑戦するも敗戦。この敗戦をきっかけにタッグを解消し、新たにジョー・ゲイシーをパートナーとして迎えた。
2011年、ジュニアヘビー級へ再転向して11月12日にアダム・コールからCZW世界ジュニアヘビー級王座を奪取。12月3日、日米のインディー団体によるイベント、インディー・レスリング・サミットにて大日本プロレスに所属する佐々木義人を相手にCZW世界ジュニアヘビー級王座の防衛戦を行い勝利。試合後に佐々木から再戦することを要求され、この要求を受け入れた。
2012年3月、大日本プロレスの一騎当千によるリーグ戦、strong climbに出場するため来日。Aブロックにエントリーして8点を稼ぎ、決勝トーナメントに進出。準決勝にて佐々木との再戦が実現するが敗戦となった。4月にはCZWのトーナメントであるBest of the Best 11にて優勝を果たした。

### WWE

#### NXT
2013年5月27日、WWEと契約を交わしたことを発表し、後に正式に入団。ソロモン・クロウ（Solomon Crowe）のリングネームでNXTに所属することになり、8月29日のハウスショーにてエグゼビア・ウッズと対戦した。12月5日、NXT Liveにてプロモーションを行っていたカリストを襲撃。陰気なハッカーというギミックで登場した。
2014年、NXT LiveにてカリストやCJパーカーといったレスラー達を相手に抗争を続けるがアピールする事ができずにハッカーギミックを取り消して活動していたものの8月30日のNXT Liveにて脚を負傷して離脱。11月より復帰して再びNXT Liveを中心に活動するが12月18日のNXTにてダークマッチでブライアン・ケンドリックと対戦して勝利した。

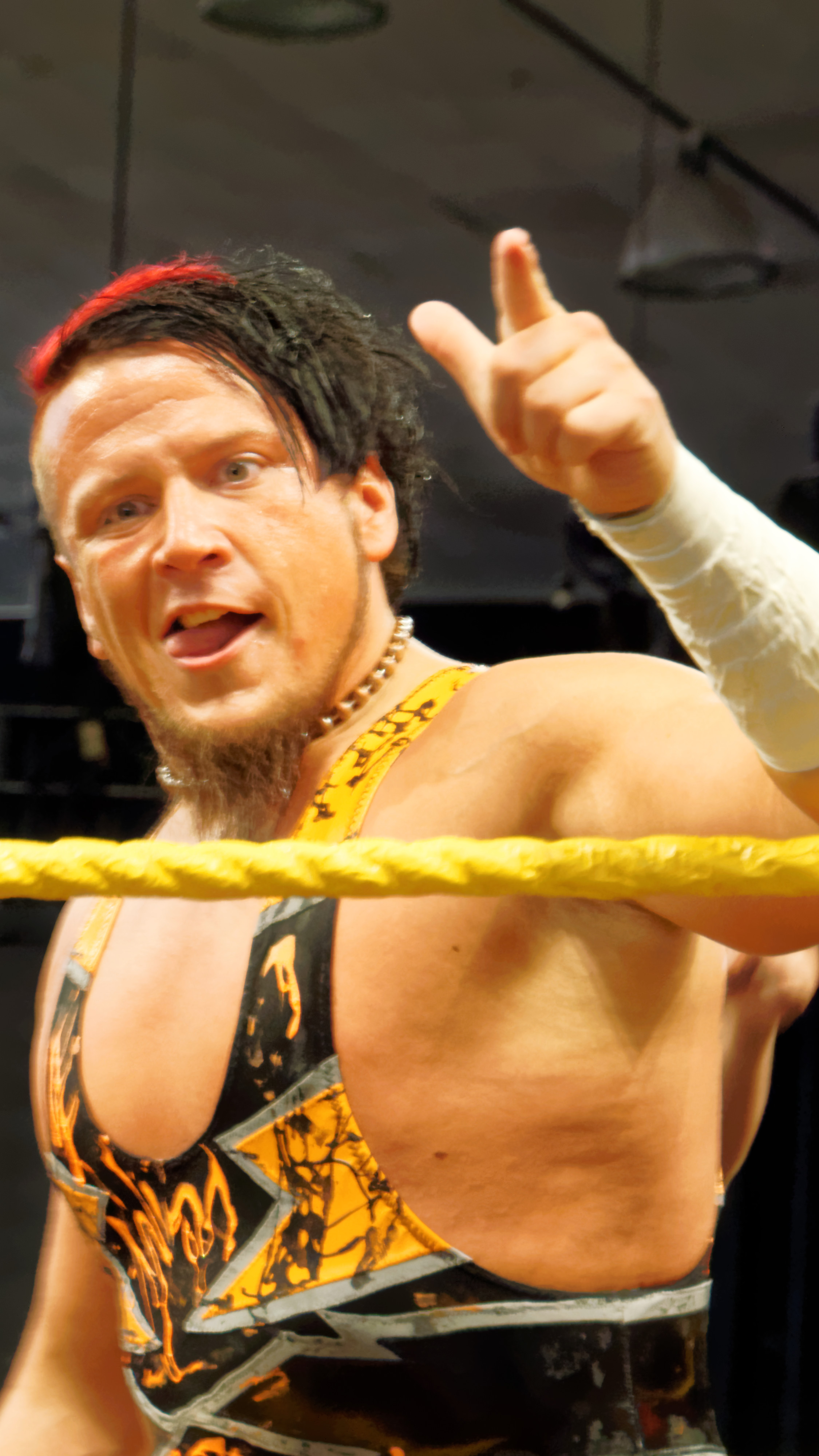
2015年

2015年1月28日、NXTにてタイソン・キッド vs エイドリアン・ネヴィルの試合においてタイソン・キッドが入場する最中にタイタントロンにハッキングして自分の名前を流す。2月12日のTakeover Rivalにてチーム・チック（バディ・マーフィー & ウェスリー・ブレイク） vs ルチャドラゴンズ（シン・カラ & カリスト）の試合においてチーム・チックが勝利した際に画面を乗っ取り出場予告を行った。そして同月18日、NXTにて自然環境の保護を訴えてリング内をバリケードテープを張り巡らせたCJパーカーを襲撃。4月15日、2月に襲撃したパーカーとのNXTのデビューマッチを兼ねた遺恨戦を行い怒りに燃えるパーカーとの打撃の応酬を繰り広げるが最後にストレッチマフラーを決めて勝利した。5月27日、メインイベントにてノンタイトルマッチではあるがNXT王座を保持するケビン・オーエンズと対戦し、ランニングニーなどを繰り出し応戦するが力の前に屈した。
11月24日、WWEに自主退団する意思を伝え解雇となった。

### インディー団体
WWE退団後、2015年11月28日、イリノイ州を拠点とするAAW（AAW: Professional Wrestling Redefined）のWindy City Classic XIにてAAWヘビー級王者となったエディ・キングストンを襲撃しにサプライズ登場を果たし、インディーレスリングへ電撃復帰を果たす。同月29日、2CW（Squared Circle Wrestling）のDead On Arrivalにて2CWヘビー王座を保持するショーン・カーに挑戦。勝利してベルトを奪取した。12月11日、PWG（Pro Wrestling Guerrilla）のAll Star Weekend 11にてドリュー・グラックと対戦。最後にストレッチマフラーを決めて勝利。同月12日、CZW Cage of Death XVIIにてデビッド・スターと対戦。最後にストレッチマフラーを決めて勝利した。同月18日、2CW Christmas Chaos 2にてマット・ハーディーを相手に王座戦を行い勝利。ベルトを防衛した。

### 新日本プロレス
2017年11月、「ワールドタッグリーグ」出場のため新日本プロレスに初参戦（パートナーはジュース・ロビンソン）。

### インパクト・レスリング
2017年11月よりインパクト・レスリングに参戦。
2019年10月25日、金網マッチで王者のブライアン・ケイジを破り、インパクト世界王座を獲得。

## 得意技

### フィニッシュ・ホールド
サボテンスペシャル
パイルドライバー。
通常のパイルドライバー、エプロンサイドで放つパイルドライバーを使用する。
相手の頭を腿ではなく膝付近で固定して、胴体をクラッチせずにタイツを掴んで引っ張り込むようにして放つタイプを使用する。
クレイニアル・コンチュージョン
ダブルアーム・パイルドライバー。
前屈みになった相手の前に立った体勢から上半身をリバース・フルネルソンの体勢から相手の両腕を背面に自身の両腕を絡め、相手を垂直の状態に持ち上げ、相手の頭頂部をマットに叩きつける。パイルドライバー。
クレイドル・キラー
変型リバース・パイルドライバー。
相手と向かい合った状態で河津掛けの体勢で組み合い、ツームストーン・パイルドライバーのように上下逆さまの状態になった相手の胴体を両腕で抱えると、持ち手を両腿に切り替えて両膝をついて相手の頭部を打ちつけるパイルドライバー。
パッケージ・パイルドライバー
前屈みになった相手の頭を自身の股の間に正面から挟み込み、相手の両脇にリバース・フルネルソンの体勢で自身の両腕を差し込み、外腿の方から相手の右腿の裏に左手を左腿の裏に右手を、それぞれ回し、相手の体を垂直になるまで持ち上げて体を軽く旋回させながら尻餅をつき、相手の頭部を打ちつける。
64ラリアット
ストレッチマフラー
ブロック・レスナーのブロック・ロックと同型の関節技。
マフラーホールドとシングル・ボストンクラブの複合技。
NXT時代はクロウ・バーという技名で使用。

### 打撃技
エルボー
バック・エルボー
エルボー・スタンプ
バックハンド・チョップ
ジョバー・クローバー
通常のラリアット、ランニング・ラリアット、スライディング・ラリアット3種類使用する。
バイシクル・キック
ランニング式の二段蹴り。
ビッグ・ブーツ
助走をつけて自身の片足をマットと水平の高さまで持ち上げて相手の顔面を突き出した足の裏で蹴り飛ばす。
サッカーボールキック
仰向けになった相手の上半身を引き起こして尻餅をついた状態にさせて相手の背中にサッカーボールキックを叩き込む。

### 投げ技
スープレックス
スーパープレックス
サイトー・スープレックス
DDT
パワーボム
Get Outta Here!
ダブルアーム式変形バックブリーカー
相手をリバース・フルネルソンで捕らえて相手の身体を垂直に担ぎ上げてから、落下させると同時に突き立てた右膝に相手の左肩を打ち付ける。技名は「嘘よ！」「信じられない！」の意味。
デスバレーボム
相手をファイヤーマンズキャリーの体勢で両肩に担ぎ上げて相手の頭がある方向に体を倒して落下させた相手の頭部を叩きつける。
ヘッドロック・ドライバー
変型スナップメア・ドライバー
アサルト・ドライバー
エレクトリックチェア・ドライバー

## タイトル歴
インパクト・レスリング
- インパクト世界王座 : 1回

CZW
- CZW世界ジュニアヘビー級王座 : 2回

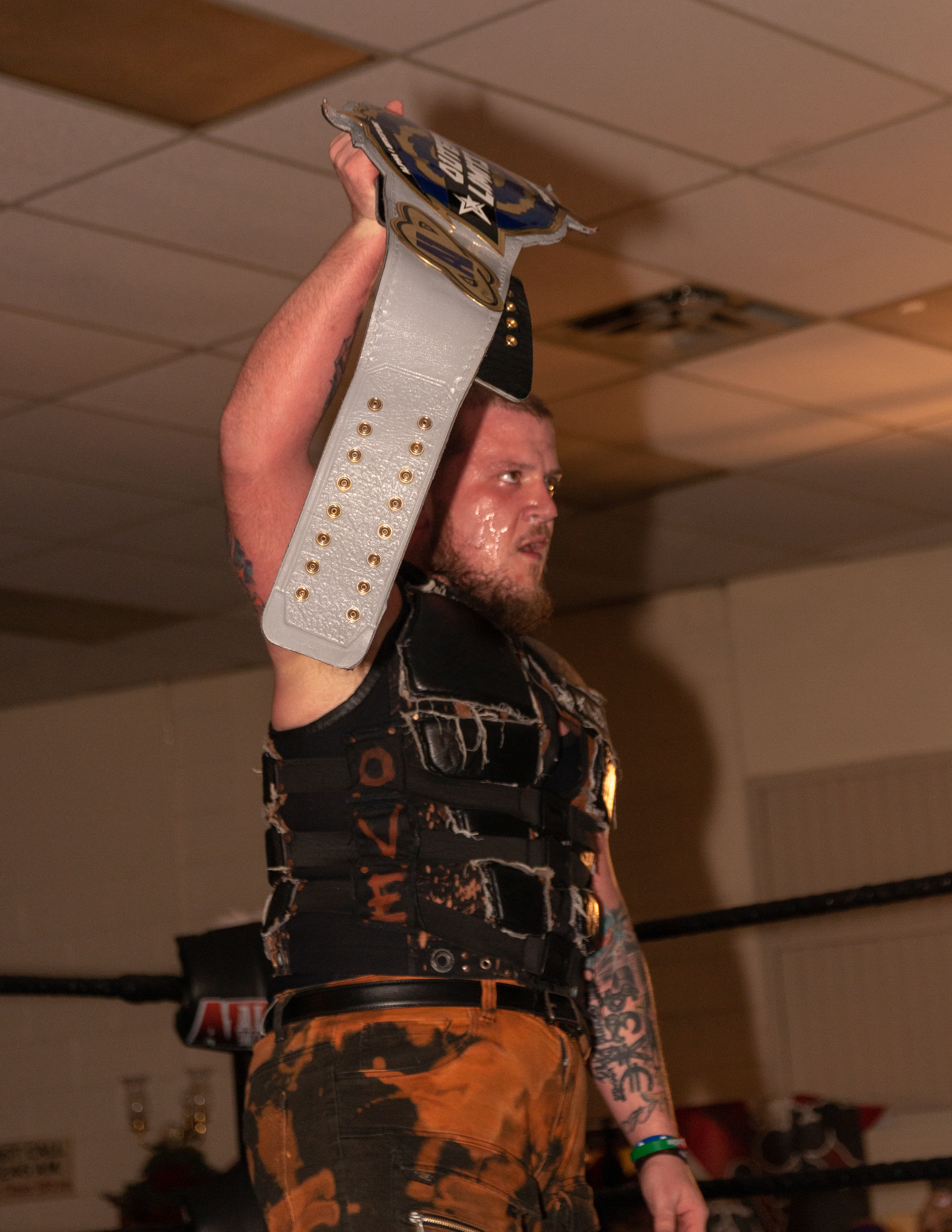
the Alpha-1 アウターリミット王座

- CZWウルトラバイオレントアンダーグラウンド王座 : 1回
- CZWアイアンマン王座 : 1回
- Best of the Best : 2012年度優勝

2CW
- 2CWヘビー級王座 : 1回

wXw
- wXw世界タッグ王座 : 1回

w / ジョン・モクスリー
- 16 カラット・ゴールド・トーナメント : 2011年度優勝

JAPW（Jersey All Pro Wrestling）
- JAPWタッグ王座 : 1回

w / クリス・ディッキンソン
PWS（Pro Wrestling Syndicate）
- PWSヘビー級王座 : 1回

DDTプロレスリング
- KO-D無差別級王座 : 1回（第63代）

他、アメリカのインディー団体を中心に多数のタイトルを獲得。